# Guillaume Adelin
Pour les articles homonymes, voir Adelin.
Guillaume Adelin (5 août 1103 – 25 novembre 1120) était le seul fils légitime d’Henri Ier Beauclerc et de son épouse Mathilde d'Écosse. Sa mort prématurée dans le naufrage de la Blanche-Nef a amené un remaniement dans les relations politiques entre l’Angleterre et la France.
Ses grands-parents maternels étaient Malcolm III d'Écosse et Marguerite de Wessex. La deuxième partie du nom de Guillaume, qui s’écrit indifféremment Audelin, Atheling ou Aetheling, dérive du vieil anglais Ætheling signifiant « fils du roi ».

## Biographie

### Héritier désigné
Guillaume Adelin (Ætheling, titre anglo-saxon pour un héritier du trône) naît probablement au troisième trimestre de l'année 1103, ou peut-être un petit peu avant, car le pape Pascal II envoie des félicitations au roi anglais le 23 novembre de cette année. Son éducation est prise en charge par Othuel Fitzearl, un fils illégitime d'Hugues d'Avranches, le comte de Chester, en même temps que celles de plusieurs demi-frères illégitimes tels Robert de Gloucester. Le roi confie la châtellenie de la Tour de Londres à Othuel et c'est probablement là où Guillaume Adelin est élevé.
De grands espoirs sont fondés sur lui, non seulement parce qu'il est le seul fils légitime du roi, mais aussi parce qu'il est un descendant de la maison de Wessex et que son père lui a prévu un mariage avec une fille de Foulques V, comte d'Anjou et du Maine, ce qui ferait entrer le Maine dans la sphère d'influence normande. Pour contrer les desseins du roi anglais, Louis VI de France promeut Guillaume Cliton, le fils de l'ex-duc de Normandie Robert Courteheuse, comme héritier de la Normandie (Robert étant emprisonné par son frère Henri depuis des années).
À partir de 1113, âgé de 10 ans, Guillaume commence à attester les chartes de son père. Cette même année, il est fiancé à Mathilde d'Anjou, la fille aînée de Foulques V d'Anjou. Le roi d'Angleterre Henri Ier a conscience que s'il vient à mourir, sa succession au trône n'est pas assurée car son fils est encore jeune. En conséquence, il oblige, en 1115 et 1116, respectivement les barons de Normandie puis les barons d'Angleterre à jurer hommage et fidélité à Guillaume. C'était une cérémonie inédite en Angleterre.
La reine sert habituellement de régente lorsque Henri quitte l’Angleterre pour la Normandie. Après la mort de sa mère en 1118, Guillaume est assez âgé pour occuper sa place.
En 1119, il est marié à Mathilde d'Anjou, à Lisieux. La dot de sa fille est le comté du Maine, et l'Anjou s'y rajoutera s'il meurt en croisade. Guillaume est présent à la bataille de Brémule entre les Normands et les Français de Louis VI de France, le 20 août 1119. Après la victoire normande, Guillaume renvoie à son cousin Guillaume Cliton son palefrenier capturé. Il est présent à la rencontre de son père et du pape Calixte II qui a lieu à Gisors en novembre 1119. En 1119, une charte qui nous est parvenue le décrit comme « designatus rex » (roi désigné). Guillaume a néanmoins eu très peu de pouvoir réel.
En 1120, il rend hommage à Louis VI pour la Normandie. C'est un moyen qu'a trouvé son père pour ne pas avoir à rendre hommage lui-même, car étant roi lui-même, il refusait de s'incliner devant un autre roi.
Mort avant d'être adulte, il ne peut influer personnellement sur les affaires politiques de son père. Sa mort affecte évidemment la destinée du royaume après la mort d'Henri Ier en 1135. Pour J. F. A. Mason, l'opinion contemporaine est que Guillaume aurait été un souverain très dur pour ses sujets. Selon lui, en le décrivant comme un « adolescent », Guillaume de Malmesbury met en doute son potentiel à avoir pu être un bon souverain.

### Naufrage de laBlanche-Nef

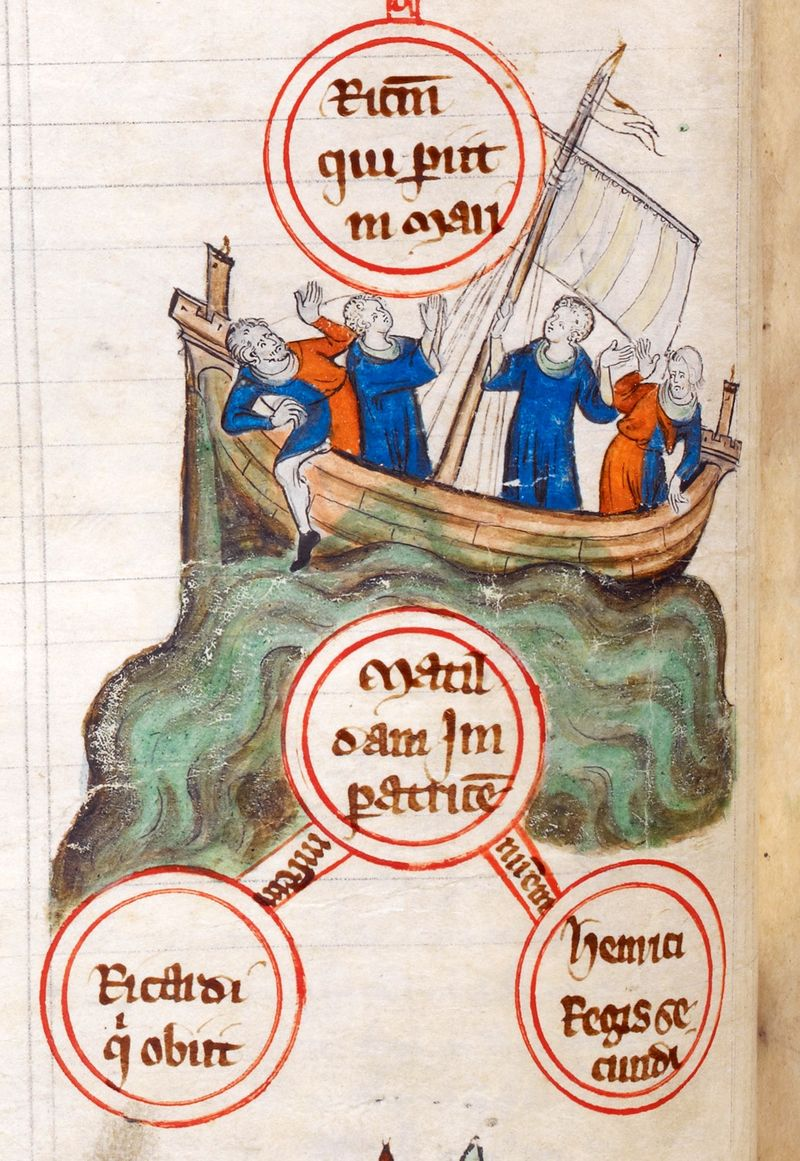
le naufrage de la Blanche-Nef.

Le 25 novembre 1120 (date généralement citée, alors qu'il y a des arguments en faveur du 24 novembre 1119), Henri et sa cour prennent la mer à Barfleur en Normandie pour rejoindre l'Angleterre. La Blanche-Nef, qui est un bateau tout neuf, est loué par Guillaume et sa suite pour la traversée. Apparemment l'équipage est saoul et, la nuit étant tombée, le bateau se brise sur un rocher. Guillaume est mis dans le bateau de sauvetage, mais il fait demi-tour pour secourir sa demi-sœur, et son embarcation est renversée par les naufragés qui s'y accrochent désespérés. Guillaume se noie ainsi que de nombreux autres enfants de barons anglo-normands. Sa mort a pour conséquence de laisser Henri Ier sans héritier mâle. La sœur aînée de Guillaume, Mathilde l'Emperesse lui succède comme héritière au trône mais, à la mort d'Henri, les barons qui avaient juré de soutenir son accession au trône y renoncent, permettant à Étienne de Blois, cousin de Guillaume et de Mathilde de s’en emparer. Son règne connaît alors une guerre civile.

## Mariage
Guillaume est fiancé à Isabelle (ou Mathilde) d'Anjou, fille de Foulques V, comte d'Anjou. Le mariage a finalement lieu en 1119 à Lisieux. Montée sur un autre navire au moment du naufrage de la Blanche-Nef, elle survit à son mari et entre dans les ordres pour devenir abbesse de Fontevrault.